# Panství Hohnstein-Wildenstein

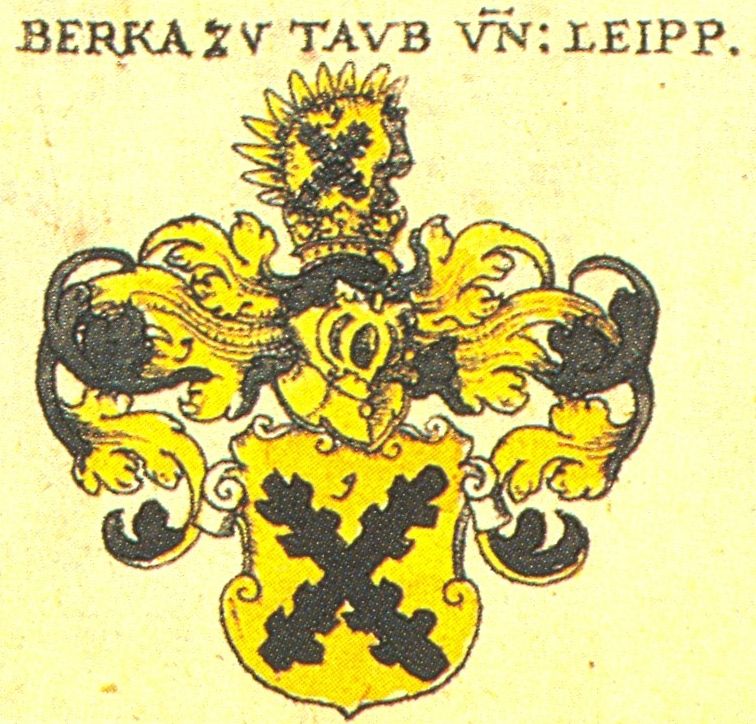
Erb pánů Berků z Dubé

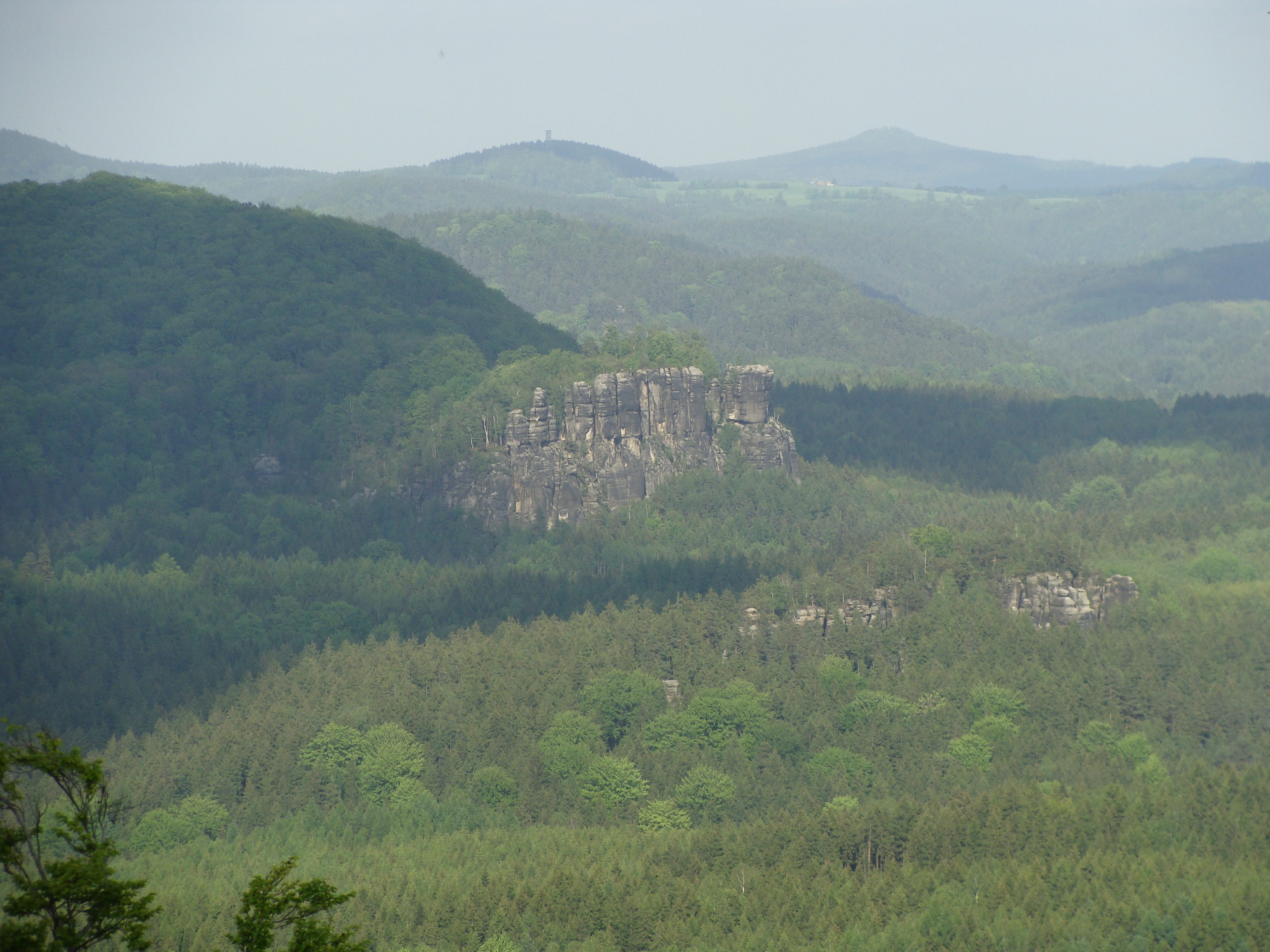
Nepatrné pozůstatky hradu Neuer Wildenstein

Panství Hohnstein-Wildenstein, německy Herrschaft Hohnstein-Wildenstein byl vrcholně středověký polonezávislý státní útvar nacházející se na území dnešního Saského Švýcarska a náležející rodu Berků z Dubé. Stál v lenní podřízenosti české Koruně a vznikl roku 1353 jako léno Hohnstein udělené králem Karlem IV. Po oddělení Hohnsteinu od Wildensteinu r. 1409/1410 přetrvávalo jako oddělená panství Hohnstein a panství Wildenstein až do konečného prodeje Míšeňsku roku 1443, resp. 1451.

## Dějiny

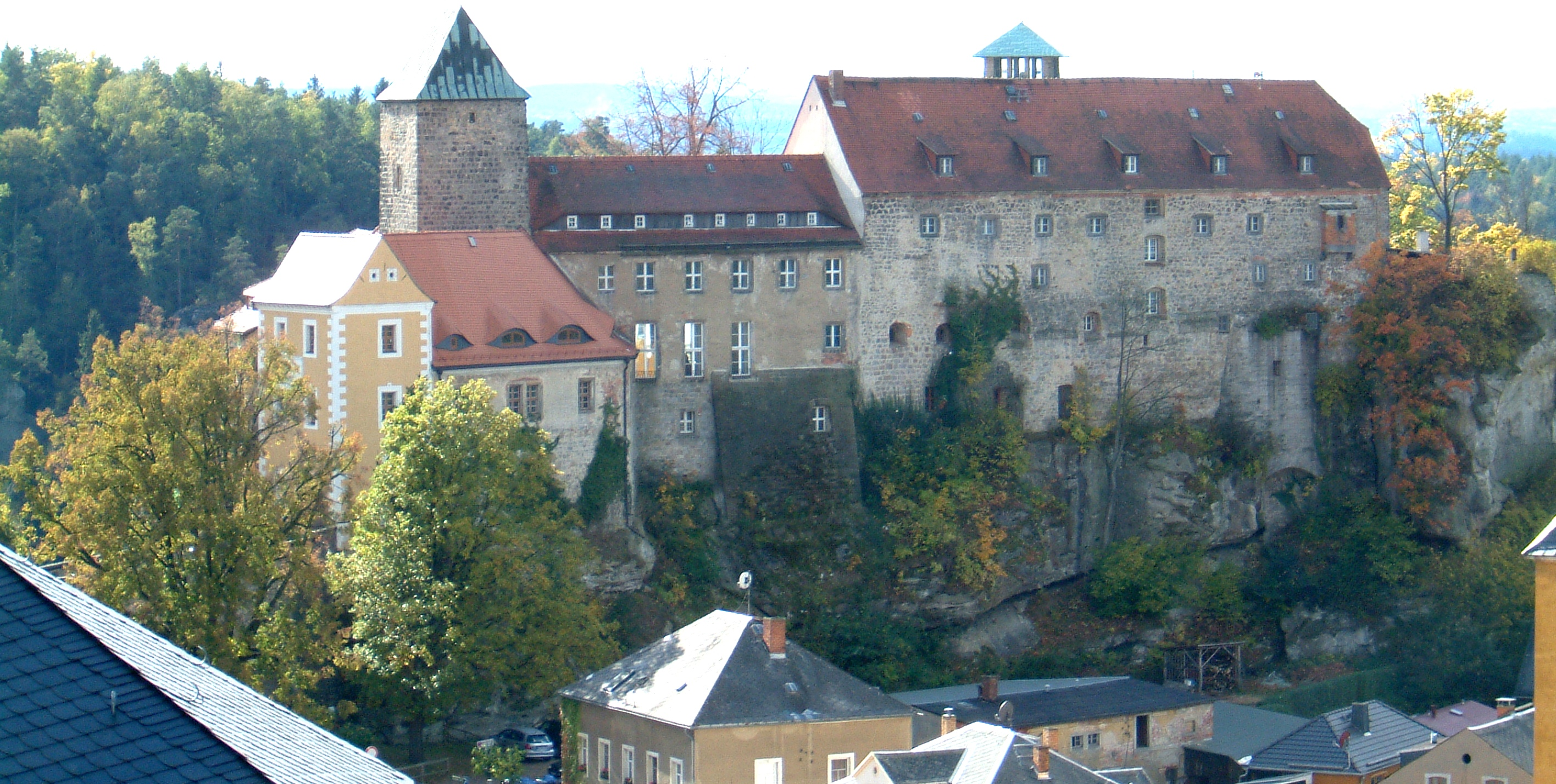
Hrad Hohnstein v Saském Švýcarsku

Roku 1353 udělil král Karel IV. Hohnstein i s panstvím Hynku Berkovi z Dubé, který roku 1361 zemřel a panství získal jeho stejnojmenný syn. K panství tenkrát nenáleželo jen území Saského Švýcarska, ale i téměř celý Šluknovský výběžek s tzv. Zadním Českým Švýcarskem. Hynek Berka mladší odděluje roku 1409 či 1410 hrad Hohnstein se západní částí panství a r. 1410 dělí wildensteinský úděl mezi svých pět synů.  

### Hohnsteinský úděl
Hohnstein (česky Hohnštejn), spolu se saským hradem Rathen (česky Ratno) a dnes českými městy a hrady Kamenicí, Fredevaldem, Šarfenštajnem, Falkenštejnem a Tolštejnem zdědil nejst. syn Hynek, který postoupil roku 1408 nejstaršímu synovi Jindřichovi Berkovi Tolštejn. Jemu též uložil podmínku, že po jeho smrti má ze zbylého otcovského dědictví podělit bratry rovným dílem. Když Hynek Hohnsteinský roku 1417 opravdu zemřel, došlo roku 1419 na maplnění otcovi závěti. Jindřich získal z otcova dědictví Hohstein s polovinou panství k němu patřícímu, Beneš Rathen, Hynek zvaný Starší  Šarfenštejn, Hynek řečený Mladší druhou polovinu hohsteinského panství bez hradu a nejmladší Jan Kamenici a od bratra ještě Tolštejn. Jindřich Hohnsteinský brzy po vyrovnání zemřel a dědicem se stal jeho, snad jediný, syn Hynek, který po roce 1426 kupuje po zemřelém strýci Janovi Tolštejn. Kromě toho kupuje od míšeňských markrabat pozemky na levém břehu Labe naproti městečku Schmilka. 
Hynek umírá někdy během husitských válek a Hohnstein po něm dědí syn, který se opět jmenuje Hynek Berka z Dubé. Tento Hynek prodává panství i s hradem Hohnstein roku 1443 saskému kurfiřtovi Fridrichu II. Jemnocitnému, čímž zaniká západní část panství jako polosuverénní útvar. Ještě v letech 1489-1491 získal krátce Hohnstein jakýsi Jindřich Hynek Berka z Dubé, kterého neumíme přesně zařadit, držel hrad už ale jako přímou součást kurfiřtova území. Lenní práva české Koruny však zanikla až se zánikem Říše v roce 1806.

### Wildensteinský úděl
Území kolem Wildensteinu získal druhorozený syn, Jindřich Berka z Dubé. Do jeho majetku patřil mj. Sebnitz a Neustadt. Nejprve sídlil na hradě Schwarzbergu u Goßdorfu, poté si pro sebe nechal vybudovat hrad Neuer Wildenstein (česky též Vildštejn). 
Za husitských válek, roku 1425 se z Jindřicha stává loupeživý rytíř a dostává se do sporu s hornolužickým Šestiměstím i saským kurfiřtem, Fridrichem Svárlivým. Kurfiřt Jindřicha nakonec roku 1426 donutil, aby mu holdoval, tedy složil lenní přísahu. V Lužici byl však Jindřich úspěšnější a dál tam pokračoval v loupeživých nájezdech.
Když Jindřich Berka kolem roku 1435 umírá, ujímají se panství jeho synovci z druhého kolena: Albrecht, Beneš a Hynek, synové Jindřichova bratrance, Beneše Berky z Dubé. Albrecht Berka ani jeho bratři nedbali na přísahu slouženou jejich strýcem saskému kurfiřtu a pokračovali v loupeživých výpravách do okolních krajů. Nový kurfiřt, Fridrich Jemnocitný proto nechal společně se Zikmundem z Wartenberka na Děčíně hrad Wildenstein oblehnout vojskem. Když byli bratři 4. července 1436  donuceni se vzdát, podepsali s kurfiřtem novou spojeneckou smlouvu, nyní paradoxně proti Zikmundovi z Wartenberka, který se mezitím s kurfiřtem nepohodl. 
Spojenectví ale dlouho nevydrželo a již následujícího roku vytáhli Berkové spolu se Zikmundem znovu plundrovat a loupeživě plenit saské vsi. Kurfiřt si znovu vynutil na Bercích poslušnost 17. srpna 1437 došlo k novému holdu, kde si kurfiřt vymínil otevření bran Wildensteinu v případě potřeby pro svá vojska a také vojenskou pomoc při obléhání hradu Arnstein, patřícímu Zikmundovi. Ani toto spojenectví s kurfiřtem ale Berkové nedodrželi. Místo proti Arnsteinu vytáhli roku 1438 proti hradu Ratno, který musel jejich otec Beneš o deset let dříve odstoupit kurfiřtovi. Znovu oblehl kurfiřt Wildenstein, Albrecht Berka byl zajat, jeho bratr Beneš usmrcen.
Albrechtovi se posléze podařilo dostat z kurfiřtského zajetí a znovu získat své panství. Ze zkušeností se nepoučil a 6. prosince 1440 poslal kurfiřtovi nový opovědní list. Následovala jednání, která vedla 10. března 1442 k smířlivé dohodě. Zároveň s bojem proti kurfiřtovi však Albrecht napadl znovu také Šestiměstí. Tento svár se protáhl až do roku 1443 a znovu byl obnoven v letech 1448-1450, kdy Albrechtovi pomáhal jeho švagr, Václav z Donína na Grabštejně zvaný Venč. Poté, co roku 1443 Hynek Berka z Dubé prodal hrad Hohnstein kurfiřtovi, došlo i na jednání o předání panství Wildenstein. Albrecht Berka se roku 1446 plně poddal kurfiřtovi, odstoupil mu panství Wildenstein a výměnou za to získal části panství Tolštejn a panství Šluknov. K definitivní dohodě došlo v Neustadtu 7. dubna 1451. Podle této dohody musel kurfiřt navíc vyplatit Berkovi jistou sumu peněz. Kurfiřt začlenil panství Wildenstein do saského okresu Hohnstein. Chebská smlouva z r. 1459 potvrdila sasko-českou hranici, téměř totožnou s tou nynější, ale ztvrdila také lenní práva české Koruny na toto území, která zanikla až v roce 1806. 

## Rozsah panství

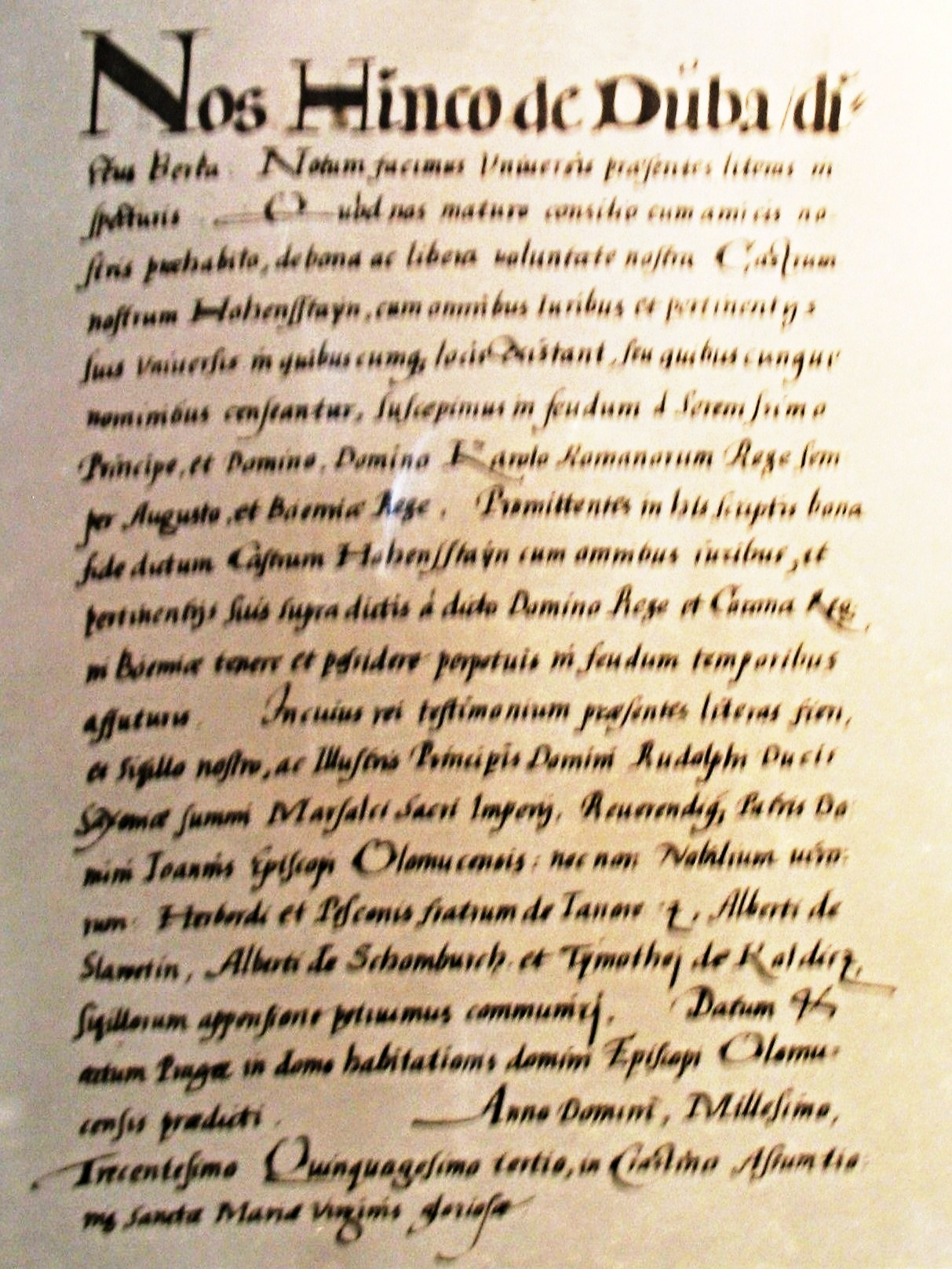
Listina Hynka Berky z Dubé z 16. listopadu 1353 (kopie listiny z expozice na hradě Hohnstein).

### Hohnsteinský úděl

#### Městečka
- polovina městečka Neustadt in Sachsen
- Hohnstein
- Bad Schandau (znovu v držení v letech 1467-1490)

#### Vesnice
- Berthelsdorf (Hohnstein)
- Schönbach (Sebnitz)
- polovina vsi Lohsdorf (Bad Schandau)
- Ulbersdorf (Hohnstein)
- Prossen (Bad Schandau)
- Porschdorf (Bad Schandau)
- Hohburkersdorf (Hohnstein)
- Altendorf (Sebnitz)
- Zeschnig
- Ehrenberg (Hohnstein)
- Cunnersdorf (Hohnstein)
- Ludwigsdorf (pustá ves)

Následující dvě vsi patřily k panství Tolštejn, ale byly v držení hohnsteinských pánů
- Hinterhermsdorf (Sebnitz)
- Lohmen

#### Hrady
- Hohnstein
- Schwarzberg
- Rathen

### Wildensteinský úděl

#### Městečka
- polovina městečka Neustadt in Sachsen
- Sebnitz

#### Vesnice
- Goßdorf
- Hainersdorf (Sebnitz)
- Hertigswalde
- Vysoká Lípa
- Langburkersdorf (Neustadt in Sachsen)
- Lichtenhein (Sebnitz)
- Lohsdorf (Hohnstein)
- Mittelndorf
- Lobendava
- Horní a Dolní Poustevna
- Ottendorf (Sebnitz)
- Ostrau (Bad Schandau)
- Postelwitz
- Rathmannsdorf
- Saupsdorf (Sebnitz)
- Mezná (Hřensko)
- Waitzdorf (Hohnstein)

#### Hrady
- Arnstein
- Falkenstein
- Frienstein
- Šaunštejn
- Schrammstein
- Alter Wildenstein (hrad archeologicky neprokázán)
- Neuer Wildenstein
- Winterstein